# ディミトリー・ブコエツキー
ディミトリー・ブコエツキー（Dimitri Buchowetzki、1885年 - 1932年）はロシアの映画監督。

## 作品
- ヴァレンシア
- 煉獄の花
- 嘆きの白百合
- 情火の渦巻き
- ピーター大帝
- オセロ
- 怪傑ダントン
- 名花サッフォー
- オリヴェラの勇将
- カラマゾフの兄弟